# Manu Uma
Manu Uma ist eine osttimoresische Siedlung im Suco Fahisoi (Verwaltungsamt Remexio, Gemeinde Aileu). Auf Deutsch bedeutet der Ortsname „Haus des älteren Bruders“.

## Geographie
Die Siedlung (Bairo) Manu Uma liegt im Zentrum der Aldeia Bereliurai, auf einem Bergrücken in einer Meereshöhe von 1130 m. Eine Straße durchquert das Dorf, die es im Osten mit dem Nachbarort Bereliurai und den Dörfern Sifai und Betulalan im Norden des Sucos Fadabloco verbindet und im Westen durch den Ort Takabalu nach Dirohati führt, wo die Überlandstraße zwischen der Landeshauptstadt Dili im Norden und Namolesso im Süden verläuft. Nördlich von Manu Uma liegt ein kleiner Berg (etwa 1160 m), dahinter fließt in einem Tal der Bauduen (auf etwa 960 m). Er und auch der Fluss im Tal im Süden (etwa 1035 m) sind Teil des Systems des Nördlichen Laclós.